# شریک زندگی من (فیلم ۱۹۷۲)
شریک زندگی من (به هندی: Mere Jeevan Saathi) و (به انگلیسی: My Life Partner)، فیلمی هندی محصول سال ۱۹۷۲ و به کارگردانی راویکانت ناگایچ است. در این فیلم بازیگرانی همچون راجش خانا، تانوجا، بیندو، هلن، اوتپال دوت، نظیر حسین و کی.ان. سینگ ایفای نقش کرده‌اند.